# Sub-Inspektor

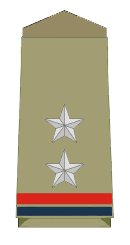
Sub-Inspektor

Sub-Inspektor (kurz: SI) oder Sub-Inspector der Polizei oder Police Sub-Inspector (kurz: PSI) ist ein Dienstgrad, der in Südasien und Kontinentaleuropa verbreitet ist. So findet er Einsatz bei den Polizeikräften aus Bangladesch, Pakistan, Indien und Sri Lanka, die hauptsächlich auf dem britischen Dienstgrad-Modell basieren und in europäischen Ländern wie Portugal. Der Dienstgrad wurde früher auch bei den meisten britischen Kolonialpolizeikräften und bei bestimmten britischen Polizeikräften verwendet. Ursprünglich ist ein Sub-Inspektor ein Leiter einer Polizeinebenstelle oder Assistent eines Inspektors.

## Hintergrund
Der Rang eines Subinspektors wurde Ende des 19. Jahrhunderts beim Metropolitan Police Service eingeführt. Er blieb jedoch nicht lange bestehen und wurde 1890 praktisch durch den Rang eines Stationssergeanten ersetzt. Beamte, die diesen Rang bereits innehatten, behielten ihn und wurden zum Inspektor befördert, sobald eine Stelle frei wurde. Bei der Metropolitan Police wurde ein Dienstgrad mit einem Stern früher offiziell als „Stationsinspektor“ bezeichnet, um ihn vom höheren Dienstgrad des Unterabteilungsinspektors zu unterscheiden, der 1949 abgeschafft wurde. In Der Hongkong wurde der Dienstgrad des Unterinspektors im Jahr 1970 abgeschafft.